# 荒村公寓
《荒村公寓》（英語：Curse of the Deserted），2010年在中国大陆上映的惊悚恐怖片，导演罗志良，主演余文乐、张雨绮、傅淼、岳小军。该片首映仪式在北京市举行。该片改编自心理悬疑小说家蔡骏同名小说《荒村公寓》。講述四名大學生在閱讀恐怖小說家郭徑的小說《荒村》之後，尋找荒村的怪異故事。

## 剧情
四名大学生读了恐怖小说家郭径(余文乐 饰) 编写的小说《荒村》，被深深吸引并决定出发去找，四人在荒村里遭遇怪事连篇，其后更逐一或死或疯……
荒村是一个没有时间的村子，盛传有一对恩爱的夫妇不幸被火烧死，自此发生连串怪事。传说中真诚相爱的恋人进入此地，便会受到祝福！但若虚情假意的人到达这里，便会招来不幸……
与此同时，种种离奇古怪的现象便如鬼魅般死死缠上了郭径，让他不得不和前女友小枝 (张雨绮 饰) 决定前赴荒村查明真相。结果发现只要经过村口的古井，便会穿梭于不同时空，出现各种可怕幻象。郭径与小枝备受与两人感情的回忆与现实所折磨，最后终于发现了荒村的终极秘密……

## 演出
| 演员   | 角色            | 备注                   |
| 余文乐 | 郭径            | 小说家，“小枝”的男友。 |
| 张雨绮 | 欧阳小枝 黄小枝 | 郭径的女友。           |
| 傅淼   | 画室女教师      | 孙子楚的女友。         |
| 岳小军 | 孙子楚          | 宅男科学家。           |
| 刘姝含 | 韩小枫          | 大学生                 |
| 秦子涵 | 春雨            | 大学生                 |
| 代旭   | 苏天平          | 大学生                 |
| 李泽锋 | 霍强            | 大学生                 |
| 海一天 | 叶萧            | 警察                   |
| 施柳屹 | 胭脂            |                        |
| 吴晓亮 | 荒村年轻人      |                        |
| 朱偌琳 | 记者            |                        |

## 制作
该片在天津市取景，包括泰达图书馆、三大街、书屋以及天津滨海新区等地方。